# 6600 Qwerty
6600 Qwerty là một tiểu hành tinh vành đai chính với chu kỳ quỹ đạo là 1237.2116562 ngày (3.39 năm).
Nó được phát hiện ngày 17 tháng 8 năm 1988. It là một large c-type asteroid
Tênd after QWERTY.